# Feltre
Feltre é uma comuna italiana da região do Vêneto, província de Belluno, com cerca de 19.400 habitantes. Estende-se por uma área de 100 km², tendo uma densidade populacional de 191 hab/km². Faz fronteira com Cesiomaggiore, Fonzaso, Lentiai, Mezzano (TN), Pedavena, Quero, Seren del Grappa, Sovramonte, Vas.
Era conhecida como Féltria (Feltria) durante o período romano.

## Demografia
| Variação demográfica do município entre 1861 e 2011                               |
|                                                                                   |
| Fonte: Istituto Nazionale di Statistica (ISTAT) - Elaboração gráfica da Wikipedia |